# جزيرة بوغانفيل
جزيرة بوغانفيل هي الجزيرة الرئيسية في منطقة بوغانفيل ذاتية الحكم لبابوا غينيا الجديدة. تُعرف هذه المنطقة أيضًا باسم مقاطعة بوغانفيل أو جزر سليمان الشمالية. تبلغ مساحة الأرض 9300 كيلومتر مربع (3591 ميل مربع). يبلغ عدد سكان المقاطعة 234,280 (تعداد عام 2011)، والذي يشمل جزيرة بوكا المجاورة والجزر النائية المتنوعة بما في ذلك جزر كارتريت. يعد جبل بلبي على ارتفاع 2700 متر، أعلى نقطة.
تعد جزيرة بوغانفيل أكبر جزر أرخبيل جزر سليمان، حيث تشكل جزءًا من جزر سليمان الشمالية، المنفصلة سياسيًا عن الدولة ذات السيادة والتي تُسمى أيضًا جزر سليمان.

## المناخ
يظهر الجدول التالي التغييرات المناخية على مدار السنة لجزيرة بوغانفيل:
| البيانات المناخية لـجزيرة بوغانفيل | البيانات المناخية لـجزيرة بوغانفيل | البيانات المناخية لـجزيرة بوغانفيل | البيانات المناخية لـجزيرة بوغانفيل | البيانات المناخية لـجزيرة بوغانفيل | البيانات المناخية لـجزيرة بوغانفيل | البيانات المناخية لـجزيرة بوغانفيل | البيانات المناخية لـجزيرة بوغانفيل | البيانات المناخية لـجزيرة بوغانفيل | البيانات المناخية لـجزيرة بوغانفيل | البيانات المناخية لـجزيرة بوغانفيل | البيانات المناخية لـجزيرة بوغانفيل | البيانات المناخية لـجزيرة بوغانفيل | البيانات المناخية لـجزيرة بوغانفيل |
| الشهر                              | يناير                              | فبراير                             | مارس                               | أبريل                              | مايو                               | يونيو                              | يوليو                              | أغسطس                              | سبتمبر                             | أكتوبر                             | نوفمبر                             | ديسمبر                             | المعدل السنوي                      |
| ---------------------------------- | ---------------------------------- | ---------------------------------- | ---------------------------------- | ---------------------------------- | ---------------------------------- | ---------------------------------- | ---------------------------------- | ---------------------------------- | ---------------------------------- | ---------------------------------- | ---------------------------------- | ---------------------------------- | ---------------------------------- |
| متوسط درجة الحرارة الكبرى °م (°ف)  | 32 (89)                            | 32 (89)                            | 31 (88)                            | 31 (87)                            | 31 (87)                            | 31 (87)                            | 30 (86)                            | 31 (87)                            | 31 (87)                            | 30 (86)                            | 31 (88)                            | 31 (88)                            | 31 (87)                            |
| متوسط درجة الحرارة الصغرى °م (°ف)  | 22 (72)                            | 22 (71)                            | 23 (73)                            | 22 (72)                            | 22 (71)                            | 22 (71)                            | 22 (71)                            | 22 (71)                            | 22 (71)                            | 22 (71)                            | 22 (72)                            | 23 (73)                            | 22 (72)                            |
| الهطول مم (إنش)                    | 560 (22.2)                         | 190 (7.5)                          | 370 (14.7)                         | 290 (11.4)                         | 280 (11.1)                         | 240 (9.5)                          | 510 (19.9)                         | 320 (12.7)                         | 350 (13.9)                         | 580 (22.9)                         | 420 (16.4)                         | 490 (19.2)                         | 4٬610 (181.4)                      |
| المصدر: Weatherbase                |                                    |                                    |                                    |                                    |                                    |                                    |                                    |                                    |                                    |                                    |                                    |                                    |                                    |